# Wlamir Marques

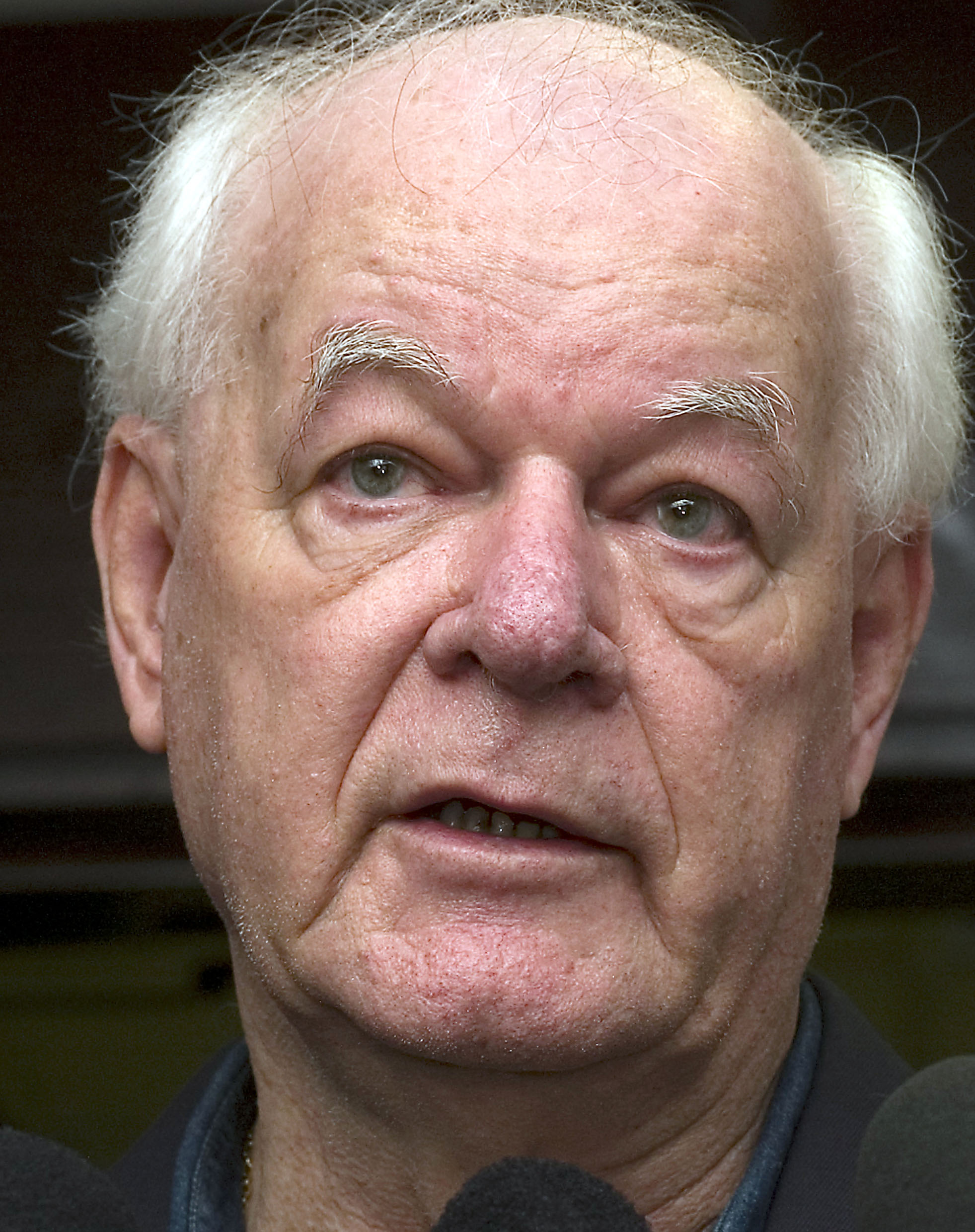
Wlamir Marques

Wlamir Marques, född 16 juli 1937 i São Vicente, delstaten São Paulo, död 18 mars 2025 i São Paulo, var en brasiliansk basketspelare.
Marques blev olympisk bronsmedaljör i basket vid sommarspelen 1960 i Rom samt vid sommar-OS 1964 i Tokyo.